# Sertularella tenella
Sertularella tenella är en nässeldjursart som först beskrevs av Joshua Alder 1857.  Sertularella tenella ingår i släktet Sertularella och familjen Sertulariidae. Arten är reproducerande i Sverige. Inga underarter finns listade i Catalogue of Life.